# Taktiske atomvåben
Taktiske atomvåben er betegnelse for de atombomber, der med deres forholdsvis ringe sprængkraft i modsætning til de langt kraftigere strategiske atomvåben kun vil være i stand til at ødelægge mindre områder.
De vil i tilfælde af en militær konflikt udelukkende blive anvendt mod militære mål umiddelbart i nærheden.